# Ратак
Ланцюг Ратак — ланцюг островів в межах острівної держави Маршаллові Острови (в східній його частині). Ратак означає «схід Сонця». Загальна чисельність населення островів Ратак становить 30925 осіб (1999). Атоли та ізольовані острови в ланцюга (з півночі на південь):
- Атол Бокак
- Атол Бікар
- Атол Утірік
- Атол Така
- Атол Аілук
- Острів Меджіт
- Острів Джемо
- Атол Лікіеп
- Атол Вотьє
- Атол Ерікуб
- Атол Малоелап
- Атол Аур
- Атол Маджуро
- Атол Арно
- Атолл Мілі
- Атол Нокс